# Bélapátfalva
Bélapátfalva est une ville et une commune du comitat de Heves en Hongrie.

## Géographie

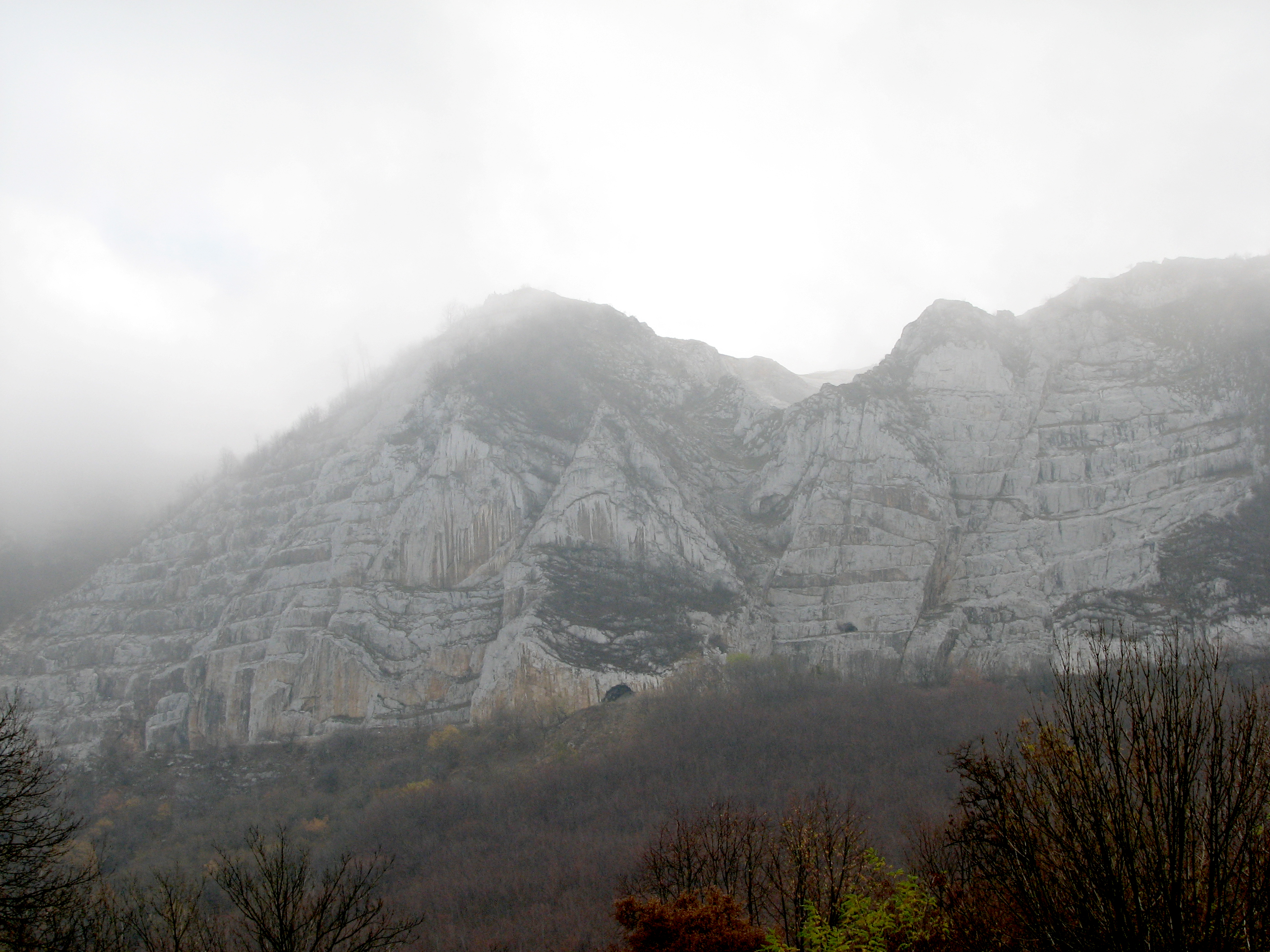
Le mont Bél-kő dans le brouillard.